# Leptojulis cyanopleura
Leptojulis cyanopleura es una especie de peces de la familia Labridae en el orden de los Perciformes.

## Morfología
Los machos pueden llegar alcanzar los 13 cm de longitud total.

## Distribución geográfica
Se encuentra desde el Golfo de Omán hasta las Filipinas y Australia.